# Prémio Internacional Günther E. Maul
O Prémio Internacional Günther E. Maul é concedido trienalmente pela Conselho Regional da Madeira da Ordem dos Biólogos a jovens biólogos até 35 anos de idade, que se distinguem pelos seus trabalhos no campo da biologia.
Este prémio foi criado em homenagem ao biólogo Günther Maul.

## Agraciados
| Ano  | Nome                        |
| ---- | --------------------------- |
| 2001 | Manuel António E. Malaquias |
| 2006 | Ricardo Calado              |
| 2009 | João Canning-Clode          |